# Kjeld Hansen (forfatter)
 Der er flere personer med dette navn, se Kjeld Hansen (flertydig).
Kjeld Hansen (født 13. februar 1947) en en dansk journalist, forfatter, foredragsholder, miljødebattør samt stifter og indehaver af konsulent- og kommunikationsfirmaet BæreDygtighed.
Kjeld Hansen har som journalist arbejdet med kritisk reportage, specielt i relation til landbruget og miljøet. Han holder foredrag og har sin egen blog www.gylle.dk om disse emner. Driver et økologisk landbrug på Stevns syd for København.
Kjeld Hansen er desuden forfatter til en række bøger om natur, miljø og forbrug, deriblandt ”Den Grønne Forbrugerguide” fra 1990. Hans omfattende skribentaktiviteter har sammen med bøger om bl.a. afdækning af rovdriften på Grønlands natur i bogen Farvel til Grønlands natur fra 2001 og beretningen om den danske naturs tilstand i bogen "Der er et yndigt land" fra 2003 samt "Farvel til dansk landbrug" i 2019 har været med til at give Kjeld Hansen en position som en af Danmarks førende miljøskribenter. Den position blev allerede understreget med hans store bog Det tabte land fra 2008, som indbragte ham Dansk Forfatterforenings Fagbogspris 2008. Siden da har han udgivet to-bindsværket "Folk & Fortællinger fra Det Tabte Land", der udkom i 2011 og 2014.
Kjeld Hansen blev sammen med kollegaen Nils Mulvad i maj 2014 idømt hver fem dagbøder af 500 kroner for at viderebringe, hvad retten betegnede som private oplysninger om virksomheder i forbindelse med artikler om den sundhedsfarlige svinebakterie MRSACC398. . Sagen kom senere til Højesteret, der 22. januar 2016 fastslog de to journalisters ret til at få adgang til og offentliggøre navnene på de virksomheder, der er ramt af MRSACC398. 

## Forfatterskab
Blandt Kjeld Hansens omfattende journalistiske og litterære aktiviteter er bl.a. følgende bøger udgivet på dansk:
- Den grønne Forbrugerguide, 1990 (bearbejdet til danske forhold efter The Green Consumerguide af John Elkington og Julia Hailes).
- Dejlig er jorden – 50 gyldne regler til en grøn fremtid, Forlaget Hovedland 1990 (med tegninger af Carsten Graabæk).
- Den grønne kontorguide – fra rettelak til ringbind, vælg miljørigtige produkter til kontoret, Høst, 1991.
- Når offentlige køkkener vil handle grønt – en håndbog, der formidler erfaringer med omlægning i offentlige køkkener til økologiske produkter (med fotos af Lars Lindskov), Miljøstyrelsen, 1996.
- Gyldendals grønne forbruger leksikon (med tegninger af Johannes Bojesen), Gyldendal, 1998.
- Guide til et grønt årtusind – vælg livsstil for din fremtid, Høst 2000 (bearbejdet fra engelsk efter Manual 2000 af John Elkington og Julia Hailes).
- Farvel til Grønlands natur, Gads Forlag, 2001. Udgaver på engelsk og grønlandsk.
- Der er et yndigt land – En fattig natur i et rigt samfund, status over Danmarks natur, Gads Forlag, 2003.
- Det tabte land – Den store fortælling om magten over det danske landskab, Gads Forlag, 2008.
- Folk & Fortællinger fra Det Tabte Land, bind 1: Jylland, BæreDygtighed 2011.
- Bondefangeri. BæreDygtighed 2012.
- Folk & Fortællinger fra Det Tabte Land, bind 2: Øerne, BæreDygtighed 2014.
- Fra Mark og Stald. Uønskede reportager fra et landbrug på kanten. BæreDygtighed 2016.
- Det store svigt - Beretningen om hundrede års naturfredning i Danmark., Gads Forlag 2017.
- Farvel til dansk landbrug. Gads Forlag 2019.
- Velkommen til fremtidens landbrug. Gads Forlag 2021.
- Den Tavse Klode. Gads Forlag 2023.